# Anhidrose
Eine Anhidrose oder auch Anidrose (über das Französische, dies über das Neulateinische des 19. Jahrhunderts aus dem Altgriechischen abgeleitet: verneinende Silbe αν-, an- und ἱδρώς, hidrṓs („Schweiß“) oder fachsprachlich mit erhaltener altgriechischer Endung des Kompositums Anhidrosis bzw. Anidrosis) ist eine fehlende Schweißsekretion. Eine lediglich verminderte Schweißsekretion heißt Hypohidrose. Das Gegenteil ist eine Hyperhidrose (Hyperhidrosis).
Eine Anhidrose tritt meist krankheitsbedingt symptomatisch und lokal begrenzt auf. Die Schweißdrüsen sind sympathisch innerviert. Mögliche Ursachen für eine Anhidrose sind:
- starke Hautalterung
- Hauterkrankungen (Radiodermatitis, Sklerodermie)
- Sympathikusausfälle (Rückenmarksverletzungen, Sympathektomie, Schädigung oder Blockade der sympathischen Ganglien)
- Diabetes mellitus (sympathische Polyneuropathie) oder andere Formen einer Polyneuropathie
- Erbkrankheiten (anhidrotische ektodermale Dysplasie, Morbus Fabry)
- Psychische Erkrankungen („Hysterie“)
- als Zeichen von anticholinergen Nebenwirkungen bei z. B. antidepressiver Therapie
- Lepra
- CIPA-Syndrom
- Naegeli-Syndrom
- Ross-Syndrom
- Stüve-Wiedemann-Syndrom

Da Schweiß eine wichtige Rolle für die Wärmeabgabe spielt, können ausgedehnte Anhidrosen zu Thermoregulationsstörungen, im schlimmsten Fall zu einem Hitzschlag führen.
Anhidrosen treten nicht nur beim Menschen, sondern z. B. auch bei Pferden auf.